# 209省道 (黑龙江省)
209省道，即绥化—尚志公路，是黑龙江省的一条普通省道，起点位于绥化市北林区，途经巴彦县、宾县，在宾县宾西镇至宾州镇与 221国道短暂共线，终于尚志市，全长约195公里。

## 历史
在《黑龙江省省道网规划（2015-2030）》发布以前的旧省道网系统中，S209编号曾被分配给黑河——洛古河公路（现绝大部分路段属于 331国道）。此路当时不属于省道系统，由多条县级道路及市政道路组成。
2016年，黑龙江省发展和改革委员会印发《黑龙江省省道网规划（2015-2030）》，此路被正式编入新的黑龙江省道网系统，编号为 绥化——尚志公路，规划全长195公里。
2024年，黑龙江省交通运输厅印发《黑龙江省省道网规划（2023-2035）》，此道路的起点，终点，规划里程无任何变化。